# ويليام أوبوكو منساه
ويليام أوبوكو منساه (بالإنجليزية: William Opoku Mensah)‏ هو لاعب كرة قدم غاني في مركز الهجوم، ولد في 3 يناير 1996 في سيكوندي تاكورادي في غانا. لعب مع سويب بارك رينجرز.